# Saint-Cyprien (Corrèze)
Saint-Cyprien település Franciaországban, Corrèze megyében. Lakosainak száma 393 fő (2022. január 1.). Saint-Cyprien Ayen, Perpezac-le-Blanc, Saint-Aulaire és Vars-sur-Roseix községekkel határos.

## Népesség
A település népessége az elmúlt években az alábbi módon változott:
| Lakosok száma | 201  | 190  | 242  | 266  | 383  | 385  | 384  | 379  | 386  | 393  |
|               | 1968 | 1982 | 1990 | 2006 | 2013 | 2015 | 2017 | 2019 | 2020 | 2022 |